# Uchidella marginata
Uchidella marginata är en stekelart som först beskrevs av Kiss 1929.  Uchidella marginata ingår i släktet Uchidella och familjen brokparasitsteklar. Arten är reproducerande i Sverige. Inga underarter finns listade i Catalogue of Life.